# パウロ・アントニオ・デ・オリベイラ
パウリーニョことパウロ・アントニオ・デ・オリベイラ (ポルトガル語: Paulo Antônio De Oliveira、1982年7月16日 - ）は、ブラジル・マットグロッソ州出身の元プロサッカー選手。現役時代のポジションはフォワード。

## 来歴
ボリビアと国境を接するブラジル中西部マット・グロッソ州の出身。18歳の頃にミナスジェライス州のアトレチコ・ミネイロでプロデビュー。2004年にはサウジアラビアのアル・アハリに、次いでメキシコのドラドス・デ・シナロアにレンタル移籍する。この年、U-23ブラジル代表に選出されるも、最終的にアテネ五輪のメンバーには選ばれなかった。
2005年にJ2の京都パープルサンガに完全移籍で加入し、エースとしてJ1昇格に大きく貢献。リーグ戦22得点を挙げ、J2得点王に輝いた。2006年は、初めてのJ1で得点ランク11位の14得点を記録。2007年には外国籍選手ながら京都の副キャプテンに指名され、J2に降格したチームを再びJ1に昇格させることに尽力する。個人としてもリーグ戦24得点（得点ランク3位）の活躍をみせた。
2008年、開幕早々の4月にアキレス腱断裂の重傷を負い、年内復帰が難しいことから6月に選手登録を抹消される。10月15日に再来日し、練習を再開する。
2009年は再び選手登録され、復活が期待されたが、起用法に悩まされ徐々に出場機会を失っていった。そして9月2日、スポルチ・レシフェへ1年契約で完全移籍した。パウリーニョ獲得はJリーグで指揮を執った元大分トリニータ監督のシャムスカたっての希望といわれる。しかし、スポルチでも出場機会に恵まれず、ブラジル全国選手権セリエAでは4試合出場で1得点に終わり、シャムスカの辞任したチームは結局セリエBに降格した。12月31日、契約満了でスポルチ･レシフェを退団。
2010年、J2のヴァンフォーレ甲府へ完全移籍した。J2得点王に輝いたハーフナー・マイクと共に甲府の攻撃を牽引し、自身も14得点（得点ランク5位）を挙げて、J1昇格に貢献した。2011年もJ1で5シーズンぶりとなる2桁得点を挙げたが、クラブは16位の成績で1年でJ2へ降格した。
2012年、ガンバ大阪に完全移籍で加入した。G大阪では主にスーパーサブとして起用され、チーム3位の8得点を記録したがチームは17位に終わりJ2へ降格した。2013年は序盤こそスタメンで起用される機会は多かったものの、中盤以降は怪我に悩まされ、最終的に出場数はリーグ戦半数以下に留まった。シーズン終了後、契約満了に伴いG大阪を退団。
2015年1月、トゥピFCに1年のブランクを経て入団。2002年に同じミナスジェライス州を本拠とする、アトレチコ-MGの新星としてキャリアが始まった事を紹介される。
2ヶ月の練習参加を経て練習試合でも得点を取りアピールに成功。9月16日大分トリニータと契約を交わした。第42節・ジュビロ磐田戦で一時同点となるゴールをミドルシュートで決めるなど活躍も見せたが、大分のJ3降格を阻止することはできなかった。翌2016年も大分に残留したが、公式戦出場は天皇杯での1試合のみとなり同年限りで大分を退団。

## 人物・エピソード
- 来日してから時間が経過したこともあり、日本語をだいぶ覚えたようである。以前は単語のみであったが、フレーズも覚えている。京都時代のお気に入りは、当時チームメイトだった田村仁崇から習った「機動戦士ガンダム」アムロ・レイの台詞「ぶったね、親父にもぶたれたこと無いのに!」と秋田豊の口癖「やるやるとは聞いてたけども!」のふたつ[10]。
- ブラジル代表のロビーニョとはU-23ブラジル代表の時のチームメイトであり「ジャヴァン（ブラジルの人気歌手）」とアフロヘアをからかわれていた[11]。

## 個人成績
| 国内大会個人成績 | 国内大会個人成績 | 国内大会個人成績 | 国内大会個人成績 | 国内大会個人成績 | 国内大会個人成績 | 国内大会個人成績 | 国内大会個人成績 | 国内大会個人成績 | 国内大会個人成績 | 国内大会個人成績 | 国内大会個人成績 |
| 年度             | クラブ           | 背番号           | リーグ           | リーグ戦         | リーグ戦         | リーグ杯         | リーグ杯         | オープン杯       | オープン杯       | 期間通算         | 期間通算         |
| 年度             | クラブ           | 背番号           | リーグ           | 出場             | 得点             | 出場             | 得点             | 出場             | 得点             | 出場             | 得点             |
| ブラジル         | ブラジル         | ブラジル         | ブラジル         | リーグ戦         | リーグ戦         | ブラジル杯       | ブラジル杯       | オープン杯       | オープン杯       | 期間通算         | 期間通算         |
| ---------------- | ---------------- | ---------------- | ---------------- | ---------------- | ---------------- | ---------------- | ---------------- | ---------------- | ---------------- | ---------------- | ---------------- |
| 2001             | アトレチコ-MG    |                  | セリエA          | 0                | 0                |                  |                  |                  |                  | 0                | 0                |
| 2002             | アトレチコ-MG    | 11               | セリエA          | 19               | 5                |                  |                  |                  |                  | 19               | 5                |
| 2003             | アトレチコ-MG    |                  | セリエA          | 30               | 6                |                  |                  |                  |                  | 30               | 6                |
| 2004             | アトレチコ-MG    |                  | セリエA          | 7                | 0                |                  |                  |                  |                  | 7                | 0                |
| サウジアラビア   | サウジアラビア   | サウジアラビア   | サウジアラビア   | リーグ戦         | リーグ戦         | リーグ杯         | リーグ杯         | オープン杯       | オープン杯       | 期間通算         | 期間通算         |
| 2004             | アル・アハリ     |                  | サウジ・プロ     | 0                | 0                |                  |                  |                  |                  | 0                | 0                |
| メキシコ         | メキシコ         | メキシコ         | メキシコ         | リーグ戦         | リーグ戦         | コパMX           | コパMX           | オープン杯       | オープン杯       | 期間通算         | 期間通算         |
| 2004             | ドラドス         | 17               | 1部              | 13               | 4                |                  |                  |                  |                  | 13               | 4                |
| 日本             | 日本             | 日本             | 日本             | リーグ戦         | リーグ戦         | リーグ杯         | リーグ杯         | 天皇杯           | 天皇杯           | 期間通算         | 期間通算         |
| 2005             | 京都             | 10               | J2               | 32               | 22               | -                | -                | 0                | 0                | 32               | 22               |
| 2006             | 京都             | 10               | J1               | 31               | 14               | 6                | 1                | 1                | 1                | 38               | 16               |
| 2007             | 京都             | 10               | J2               | 43               | 24               | -                | -                | 0                | 0                | 43               | 24               |
| 2008             | 京都             | 10               | J1               | 4                | 1                | 1                | 0                | -                | -                | 4                | 1                |
| 2009             | 京都             | 20               | J1               | 17               | 5                | 4                | 0                | -                | -                | 21               | 5                |
| ブラジル         | ブラジル         | ブラジル         | ブラジル         | リーグ戦         | リーグ戦         | ブラジル杯       | ブラジル杯       | オープン杯       | オープン杯       | 期間通算         | 期間通算         |
| 2009             | スポルチ         | 43               | セリエA          | 4                | 1                |                  |                  |                  |                  | 4                | 1                |
| 日本             | 日本             | 日本             | 日本             | リーグ戦         | リーグ戦         | リーグ杯         | リーグ杯         | 天皇杯           | 天皇杯           | 期間通算         | 期間通算         |
| 2010             | 甲府             | 15               | J2               | 33               | 14               | -                | -                | 1                | 0                | 34               | 14               |
| 2011             | 甲府             | 10               | J1               | 28               | 10               | 2                | 0                | 1                | 1                | 31               | 11               |
| 2012             | G大阪            | 11               | J1               | 21               | 8                | 1                | 0                | 2                | 0                | 24               | 8                |
| 2013             | G大阪            | 11               | J2               | 19               | 6                | -                | -                | 0                | 0                | 19               | 6                |
| ブラジル         | ブラジル         | ブラジル         | ブラジル         | リーグ戦         | リーグ戦         | ブラジル杯       | ブラジル杯       | オープン杯       | オープン杯       | 期間通算         | 期間通算         |
| 2015             | トゥピ           | 32               | セリエC          | 0                | 0                |                  |                  |                  |                  |                  |                  |
| 日本             | 日本             | 日本             | 日本             | リーグ戦         | リーグ戦         | リーグ杯         | リーグ杯         | 天皇杯           | 天皇杯           | 期間通算         | 期間通算         |
| 2015             | 大分             | 43               | J2               | 2                | 1                | -                | -                | 0                | 0                | 2                | 1                |
| 2016             | 大分             | 11               | J3               | 0                | 0                | -                | -                | 1                | 0                | 1                | 0                |
| 通算             | ブラジル         | ブラジル         | セリエA          | 60               | 12               |                  |                  |                  |                  | 60               | 12               |
| 通算             | サウジアラビア   | サウジアラビア   | プレミア         | 0                | 0                |                  |                  |                  |                  | 0                | 0                |
| 通算             | メキシコ         | メキシコ         | 1部              | 13               | 4                |                  |                  |                  |                  | 13               | 4                |
| 通算             | 日本             | 日本             | J1               | 101              | 38               | 14               | 1                | 4                | 2                | 119              | 42               |
| 通算             | 日本             | 日本             | J2               | 129              | 67               | -                | -                | 1                | 0                | 130              | 67               |
| 通算             | 日本             | 日本             | J3               | 0                | 0                | -                | -                | 1                | 0                | 1                | 0                |
| 総通算           | 総通算           | 総通算           | 総通算           | 303              | 121              | 14               | 1                | 6                | 2                | 323              | 124              |

| 国際大会個人成績 | 国際大会個人成績 | 国際大会個人成績 | 国際大会個人成績 | 国際大会個人成績 | FIFA      | FIFA      |
| 年度             | クラブ           | 背番号           | 出場             | 得点             | 出場      | 得点      |
| AFC              | AFC              | AFC              | ACL              | ACL              | クラブW杯 | クラブW杯 |
| ---------------- | ---------------- | ---------------- | ---------------- | ---------------- | --------- | --------- |
| 2012             | G大阪            | 11               | 3                | 0                | -         | -         |
| 通算             | AFC              | AFC              | 3                | 0                | 0         | 0         |

その他の公式戦
- 2007年
  - J1・J2入れ替え戦 2試合0得点
- 2015年
  - J2・J3入れ替え戦 2試合0得点

### 出場歴
- Jリーグ初出場・初得点 - 2005年3月5日 J2第1節 水戸ホーリーホック戦（笠松運動公園陸上競技場）

## タイトル

### クラブ
京都パープルサンガ
- J2リーグ：1回（2005年）

ガンバ大阪
- J2リーグ：1回（2013年）

大分トリニータ
- J3リーグ：1回（2016年）
- 大分県サッカー選手権大会：1回（2016年）

### 個人
- J2リーグ得点王：1回 （2005年）

## 代表歴
- 2004年 - U-23ブラジル代表